# Hladna fuzija
Hladna fuzija i priča o njoj započela je na konferenciji za tisak u ožujku 1989. Stanley Pons i Martin Fleischmann, obojica elektrokemičari, tada na sveučilištu u Utahu u Salt Lake Cityju, izvijestili su da su otkrili nuklearnu fuziju pomoću akumulatora spojenog na elektrode od paladija, uronjene u vodenu kupelj, u kojoj je vodik bio zamijenjen njegovim izotopom deuterijem. Uz tu tvrdnju došlo se do pretpostavke da se fuzijom na stolu može proizvoditi, više ili manje ograničena, jeftina, čista energija.
Imajući u vidu tradicionalno gledanje fizičara na nuklearnu fuziju, a to je spajanje jezgara deuterija, što zahtijeva temperature od više desetaka milijuna stupnjeva Celzija, tvrdnja da se to može učiniti pri sobnoj temperaturi s parom elektroda spojenih na akumulator, izazvala je nevjericu. Iako su neki znanstvenici izvijestili da su uspjeli ponoviti taj rezultat i to mjestimično, mnogi drugi izvijestili su o negativnim rezultatima, pa je hladna fuzija označena vrlo negativno u znanstvenim krugovima.
Uređaj Fleischmanna i Ponsa je uređaj je za elektrolizu vode, no ne obične, nego teške (D2O). Na anodi se oslobađa kisik, a na katodi od paladija, kemijskog srodnika platine, teški vodik ili deuterij. No dio elektrolizom oslobođenog deuterija ostaje zarobljen u paladiju. Tko zna bi li Fleischmann i Pons išta otkrili da elektrolizu nisu radili u kalorimetru pa su otkrili da se temperatura vode u mjernom uređaju (toplinski izoliranoj posudi) ponekad podigne s 30 na 50 °C. Kako energija i toplina ne mogu nastati ni iz čega, u kalorimetru je moralo doći do procesa kojim se oslobađa energija.
Ako platina ima moć da atom vodika približi atomu kisika (i atomima drugih molekula), na čemu se temelji njezino katalitičko djelovanje, možda paladij ima jaču moć da dva iona deuterija D+ (gole atomske jezgre) približi na tako malu udaljenost da se spoje u jezgru helija? Ako platina može katalizirati kemijske reakcije koje se bez nje odvijaju pri temperaturi od 1000 °C, može li paladij katalizirati nuklearne reakcije koje se zbivaju pri 10 000 000 °C.

## Istraživanja
U tajnosti, znanstvenici u mnogim zemljama, posebice u SAD-u, Japanu i Italiji, radili su tiho više od jednog desetljeća da bi spoznali znanstveno što stoji iza hladne fuzije. Danas oni to nazivaju nuklearnim reakcijama slabe energije ili, ponekad, kemijski potpomognutim nuklearnim reakcijama. Prvi znak da se odnos prema hladnoj fuziji možda mijenja stigla je u veljači 2002., kada je ratna mornarica SAD-a otkrila da su njezini znanstvenici u tajnosti istraživali hladnu fuziju, više ili manje neprekidno, sve otkako je započeo njezin slom. Većina tih radova obavljena je u Centru za svemirska istraživanja i pomorske vojne sustave u San Diegu, gdje se ideja stvaranja energije iz morske vode – dobrim izvorom teške vode – činila privlačnijom nego u drugim laboratorijima. Mnogi su znanstvenici u Centru radili s Fleischmannom, uvaženim elektrokemičarom, da bi ustanovili da je imao potpuno krivo, što je bilo teško povjerovati.
U San Diegu i drugim istraživačkim centrima znanstvenici su nagomilali mnoštvo dokaza da se događa nešto neobično kada se pusti struja kroz elektrode od paladija, koje su u teškoj vodi. U kolovozu 2003., u hotelu u blizini Instituta za tehnologiju u Cambridgeu (Massachusetts), sastalo se oko 150 inženjera i znanstvenika na 10. međunarodnoj konferenciji o hladnoj fuziji. Promatrači na konferenciji bili su zapanjeni pažljivim načinom kojim se odnosilo prema različitim prijašnjim kritikama upućenim na račun istraživanja. 
Tijekom godina, brojne su skupine širom svijeta reproducirale izvorni Pons-Fleischmannov učinak prekomjerne topline, dobivajući ponekad čak 250% od uložene energije. Dakako, prekomjerna energija sama po sebi nije dovoljna da bi se utvrdilo da dolazi do nuklearne fuzije. Kao dodatak energiji, kritičari će odmah naglasiti da bi fuzija jezgri deuterija trebala proizvesti i druge nusproizvode, kao što su helij i izotop vodika tricij. Dokazi o ovim nusproizvodima bili su oskudni iako su Antonella de Ninno i njezini suradnici iz talijanske Nacionalne agencije za nove tehnologije, energiju i okoliš u Rimu pronašli čvrste dokaze stvaranja helija kada se proizvodi prekomjerna toplina, a inače ne. Ostali znanstvenici napokon počinju objašnjavati zašto je teško ponoviti Pons-Fleischmannov pokus.
Mike McKubre sa SRI International u Menlo Parku, Kalifornija, uvaženi istraživač, vrlo utjecajan među onima koji se bave hladnom fuzijom, kaže da se spomenuti učinak može pouzdano ostvariti samo tada kada se elektrode paladija “omotaju” deuterijem uz omjer 100 % – jedan atom deuterija za svaki atom paladija. Njegov rad pokazuje da ako se omjer snizi za samo 10 %, na 90 %, proizvedena toplina će biti samo 1/6 od one kod omjera 100 %. Znanstvenici počinju sve bolje shvaćati kako točno dolazi do spomenutog učinka. Stanislaw Szpak sa suradnicima pri Zapovjedništvu za svemirska istraživanja i pomorske vojne sustave snimio je infracrvenim zrakama elektrode od paladija kako proizvode prekomjernu energiju. Ispada da se toplina ne proizvodi neprekidno po cijeloj elektrodi nego samo u vrućim točkama koje erumpiraju i zatim nestaju s površine elektrode. Ista je ekipa došla do dokaza o neobičnim minieksplozijama na površini elektrode.
Znanstvenici Lahey, Taleyarkhan i Nigmatulin tvrde da na taj način mogu izazvati fuziju u običnoj cijevi od Pyrex stakla koristeći deuterizirani aceton. Pomoću generatora neutrona izazivaju nastanak mjehurića u tekućini, te ih pomoću zvučnih valova implodiraju. Emisiju neutrona, koji su produkt fuzije, prate pomoću detektora neutrona. Mnogi znanstvenici su kritizirali Taleyarkhana da skriva načine na koje je izazvao sonofuziju, te nacrte aparature, zbog toga što gotovo nitko nije uspješno ponovio njegove eksperimente. On se, pak, brani da je uvijek iznosio sve potrebno da bi se pokusi uspješno obavili, te je raznim metodama pokušavao dokazati uspješnost svojih eksperimenata, no i dalje je cijelo to područje obavijeno velom tajne i intrige.

### Hladna fuzija u Bologni
Dva znanstvenika sa Sveučilišta u Bologni, fizičar Sergio Focardi i inženjer Andrea Rossi, su 14. siječnja 2011. izveli pokus s hladnom fuzijom i time održali praktični prikaz rada ovog sustava pred odabranom publikom novinara, istraživača i profesora. Energetski katalizator je veličine stola. Iznos proizvedene energije je izračunat na temelju mjerenja količine vode koja isparava u jednoj sekundi. Po završetku eksperimenta, Rossi zaključuje da je potrošeno je 600 kWh, a proizvedeno 12 000 kWh.